# Kesselflicker

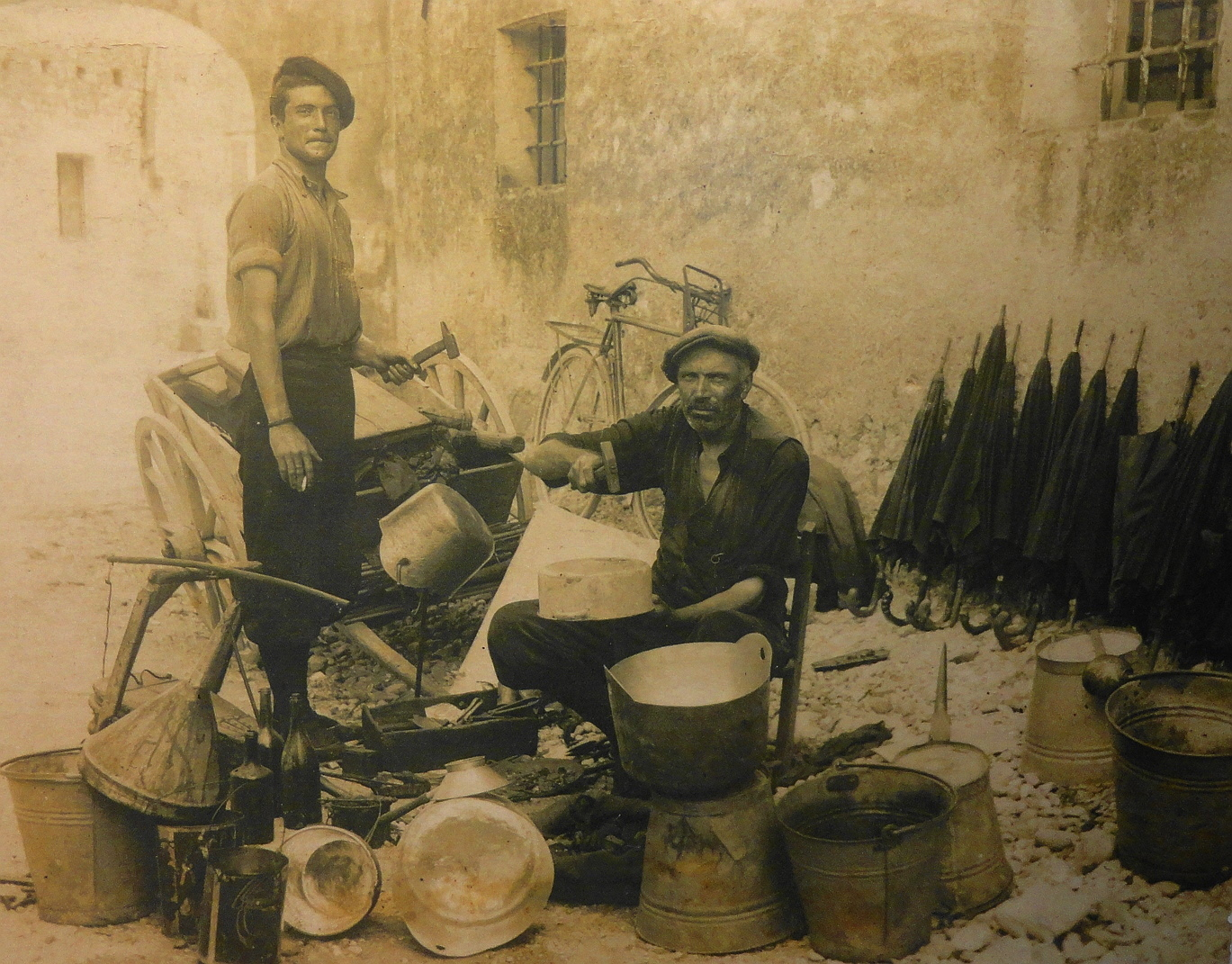
Kesselflicker in Italien

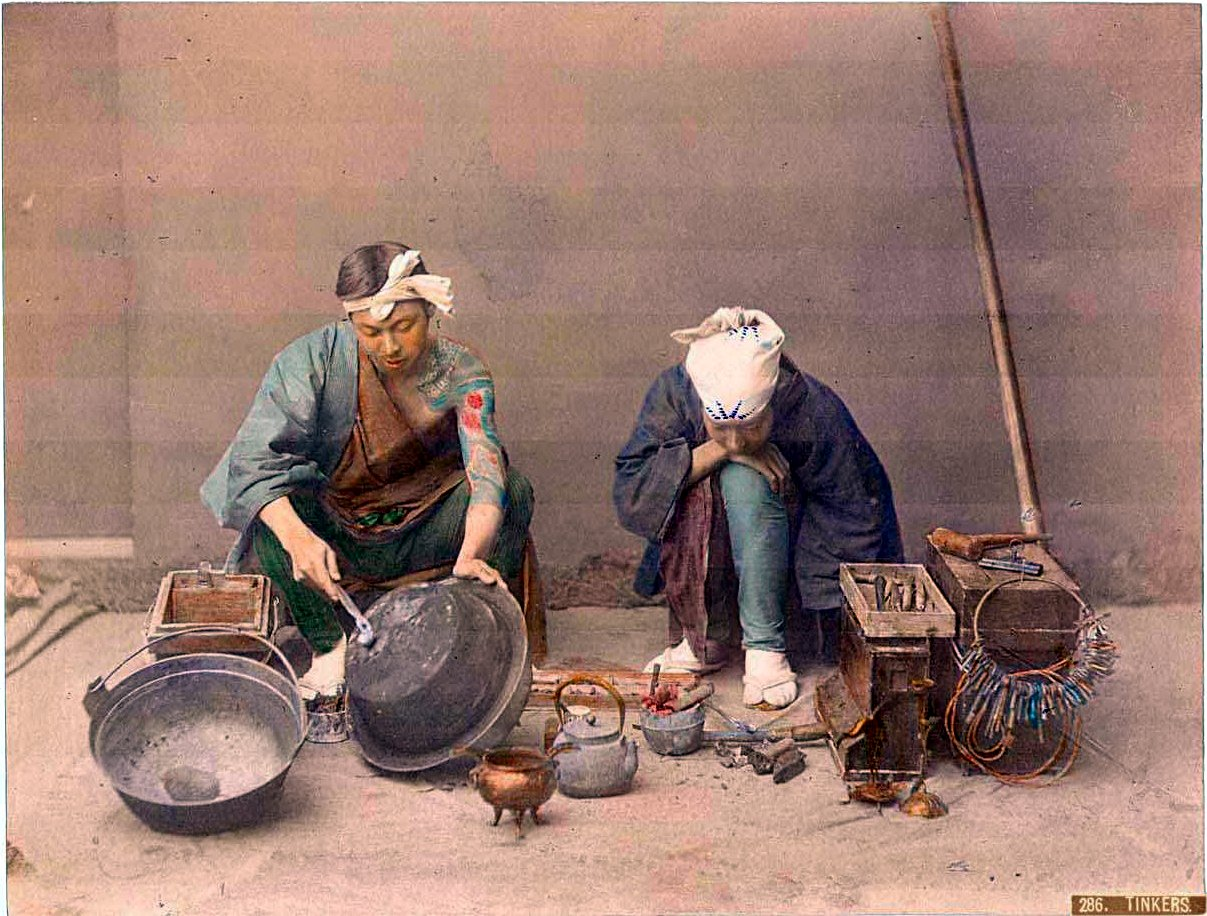
Kesselflicker in Japan (Meiji-Zeit)

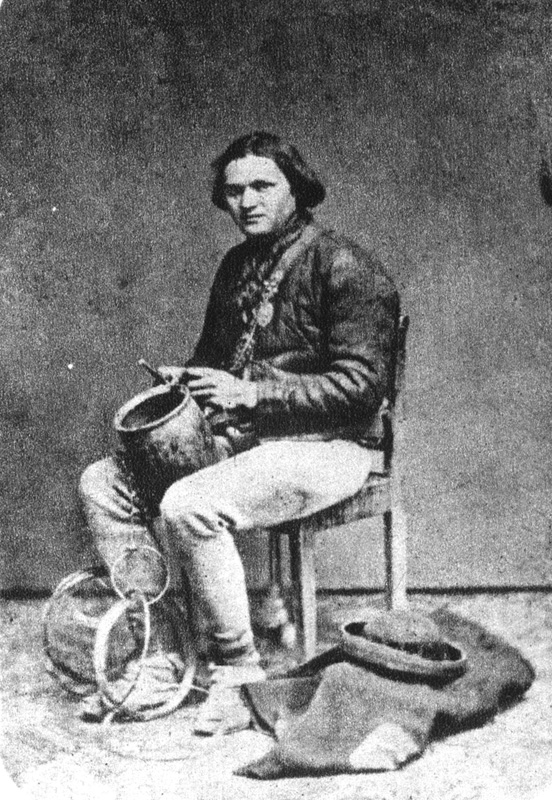
Kesselflicker in Polen (19. Jh.)

Ein Kesselflicker übt eine handwerkliche Tätigkeit aus, indem er Kochkessel repariert und entstandene Risse oder Löcher flickt.

## Geschichte
Die historische Oeconomische Encyclopädie beschrieb Kesselflicker als „eine Art von Kupferschmieden, welche mit altem Kupfer und ihrem Handwerkszeuge auf dem Lande umher ziehen, und insonderheit den Landleuten, oder an solchen Oertern, wo keine ordentliche Kupferschmiede sich befinden, die schadhaft gewordenen Kessel und anderes dergleichen Geräth flicken oder ausbessern. Sie treiben sich gemeiniglich auch in den Städten auf den Straßen herum, und schreyen ihre Arbeit aus. Die rechten und zünftigen Kupferschmiede aber halten sie für Störer und Pfuscher.“
Die Schmiedezunft setzte teilweise Verordnungen durch, die in Orten mit Niederlassungen von Kupferschmieden den Kesselflickern Flickarbeiten verboten. In Südosteuropa war die Reparatur metallener Küchengeräte auch eine Spezialität bestimmter Roma-Stämme, insbesondere der Roma vom Stamm der Kalaidzhi.

## Bezeichnungen
Regional wurden die Flickhandwerker auch Stöer genannt, andernorts auch Kesselbesserer, Kesselbüßer, Kessellapper, im Niederdeutschen auch Ketelflicker, Ketellapper, Pottlapper. In Großbritannien und Teilen Irlands geht die Fremdbezeichnung „Tinker“ für die aus der Mehrheitsbevölkerung kommende Minderheit der Pavee auf die Reparaturarbeit mit dem Werkstoff Zinn (engl. tin) zurück. In Österreich wurde die Bezeichnung „Rastelbinder“ für Kesselflicker und Siebmacher verwendet.
Wie Scherenschleifer, Kupferschmiede, Besenbinder und andere Handwerker zogen sie mit Wohnkarren und Familie von Ort zu Ort. Sie lagerten neben den Dörfern und richteten dort ihre Werkstätten und Feuerstellen ein.
Gingen sie in die Ortschaften, so sammelten sie dort die reparaturbedürftigen Töpfe und Pfannen ein und löteten Löcher wieder zu, dickten die Kesselböden wieder auf oder verzinnten die Kessel neu.
Heute wird das Handwerk in Europa nur noch in Rumänien von Roma ausgeübt.

## Sonstiges
Von diesem Berufsstand leiten sich auch mehrere Redewendungen her: „Der schimpft/säuft wie ein Kesselflicker“ oder „Die schlagen/streiten sich wie die Kesselflicker“. Beide wollen sagen, dass man besonders laut, vulgär oder exzessiv schimpft, säuft, schlägt oder streitet. Auch das Wort Katzelmacher (despektierlich für „Südländer“) dürfte damit in Verbindung stehen.
Franz Lehárs Operette Der Rastelbinder spielt im ländlichen Milieu der Kesselflicker und fahrenden Handwerker in einem slowakischen Dorf. In der bildenden Kunst, vor allem in der Malerei, waren Darstellungen von Kesselflickern und ihren Familien ein beliebtes Sujet.